# Odontacolus macroceps
Odontacolus macroceps är en stekelart som beskrevs av Szabó 1966. Odontacolus macroceps ingår i släktet Odontacolus och familjen Scelionidae. Inga underarter finns listade i Catalogue of Life.